# Santa Maria Annunziata in Borgo
Santa Maria Annunziata in Borgo ou Igreja de Nossa Senhora da Anunciação em Borgo é um oratório de Roma, Itália, localizado no rione Borgo, no Lungotevere Vaticano. É dedicado a Nossa Senhora da Anunciação e faz parte da paróquia de Santa Maria in Traspontina. 

## História
Este oratório foi construído no borgo Santo Spirito entre 1742 e 1745 pelo arquiteto de Pietro Passalacqua como um oratório da "Arquiconfraria do Ospedale di Santo Spirito in Sassia", que ficava em frente. Mas, em 1940, quando foi demolida a Spina di Borgo para permitir a abertura da via della Conciliazione, o edifício inteiro foi desmontado e reconstruído dez anos mais tarde na posição atual, às margens do Tibre, em frente à Ponte Vittorio Emanuele II, a moderna ponte que liga o Borgo com o centro de Roma.
A fachada é um dos mais grandiosos exemplares do estilo romano do século XVIII. O interior tem apenas uma única nave, com decoração refeita em estuque. Nesta igreja estão conservadas as obras da demolida igreja de Sant'Angelo al Corridoio, principalmente um afresco, "Virgem Amamentando com o Menino", atribuído a Antoniazzo Romano, e uma luneta com a "Aparição de São Miguel Arcanjo ao papa Gregório Magno".

## Galeria

Imagens da igreja
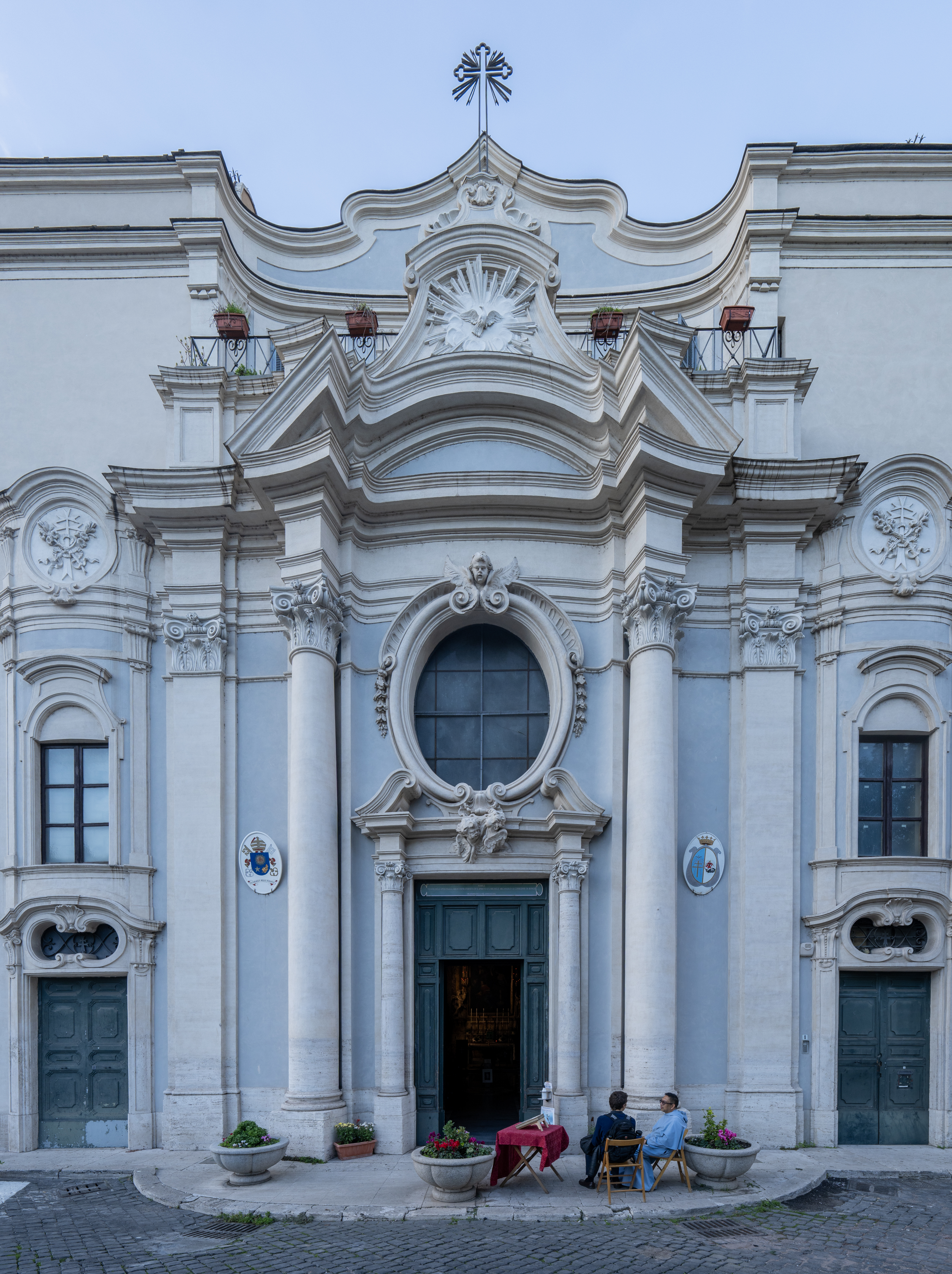
Detalhe da fachada.
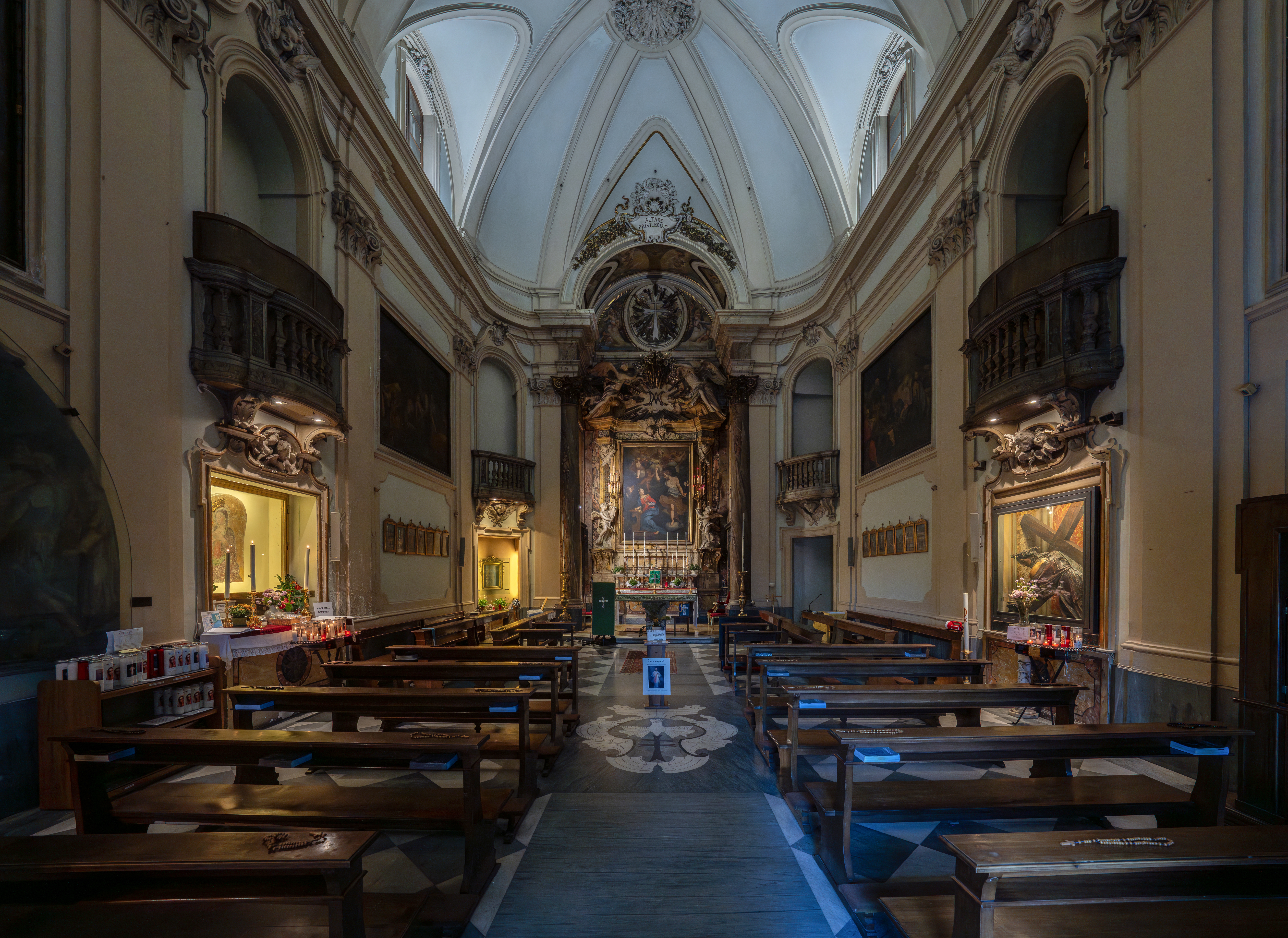
Vista do interior.
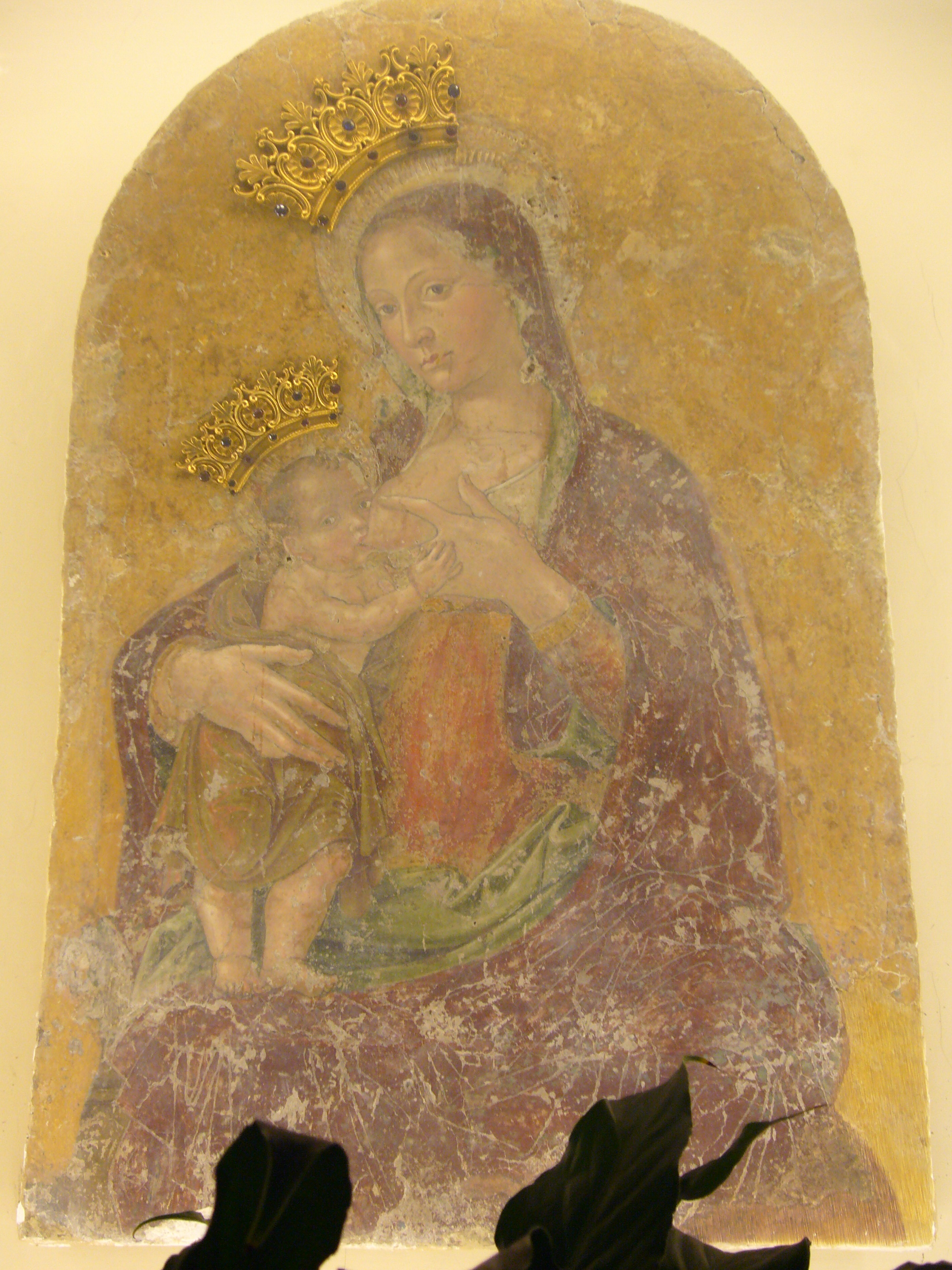
"Virgem Amamentando com o Menino", atribuído a Antoniazzo Romano, vinda de Sant'Angelo al Corridoio.